# Jean-Baptiste de La Quintinie
Jean-Baptiste de La Quintinie, né le 1er mars 1626 à Chabanais, dans l'ancienne province de la Marche (située dans l'actuel département de la Charente) et mort le 11 novembre 1688 à Versailles, est un avocat, jardinier et agronome français qui fut le créateur du potager du Roi à Versailles.

## Biographie

### Enfance et formation
Issu d’une famille établie à Chabanais, il est le fils de Pierre, notaire et procureur, et de Françoise Rempnoux. Il fait ses études au collège des jésuites à Poitiers, puis il étudie la philosophie et le droit à l'Université. Se destinant à la profession d’avocat, il est reçu avocat au Parlement de Paris, puis maître des requêtes de la Reine,.
En 1653, il devient le précepteur du fils unique du président de la Chambre des comptes, Jean Tambonneau. Il aurait accompagné son élève pour son « voyage d’humanités » en Italie, pays déjà réputé pour ses jardins ; il s'en inspire et y aurait découvert sa vocation. Il visite au passage le jardin des plantes de Montpellier.

### Étudie le jardinage en France et en Angleterre
À son retour d’Italie, il décide d’abandonner le barreau pour se consacrer au jardinage. Féru d’auteurs anciens comme Pline l'Ancien et Columelle, il se met au fait des théories contemporaines et s’exerce à leur pratique grâce au président Tambonneau qui lui confie le jardin de son hôtel particulier situé rue de l’Université à Paris, où se croisent le Grand Condé, Colbert, Mademoiselle de Montpensier.
Il effectue ensuite deux voyages en Angleterre, comme beaucoup de jardiniers français à l’époque, il en gardera une correspondance avec la Société royale de Londres. Sollicité par Jacques II, roi d’Angleterre, pour s’occuper de ses jardins, comme son prédécesseur André Mollet, il décline cette offre et préfère retourner en France.

### Jardins du château de Vaux-le-Vicomte et de Versailles
En 1661, il est chargé par le surintendant des finances Nicolas Fouquet de gérer les jardins de son château de Vaux-le-Vicomte. Il fait partie d’une équipe de créateurs qui comprend aussi Le Nôtre, Le Vau et Le Brun.
La même année, après la disgrâce du surintendant Fouquet, ils passent tous au service du roi Louis XIV. La Quintinie est d’abord chargé du potager créé par le roi à Versailles et de fournir en fruits et légumes la table de la cour.

### Vie de famille
En 1662, il épouse Marguerite Joubert qui lui donne quatre fils : François-Jérôme, Michel ,Gabriel-Louis et Jean-Baptiste. Seul Michel lui survit et fait publier en 1690 son traité Instruction pour les jardins fruitiers et potagers, dans lequel il se met en scène, intervenant dans les jardins potagers et fruitiers à Sceaux, Rambouillet.

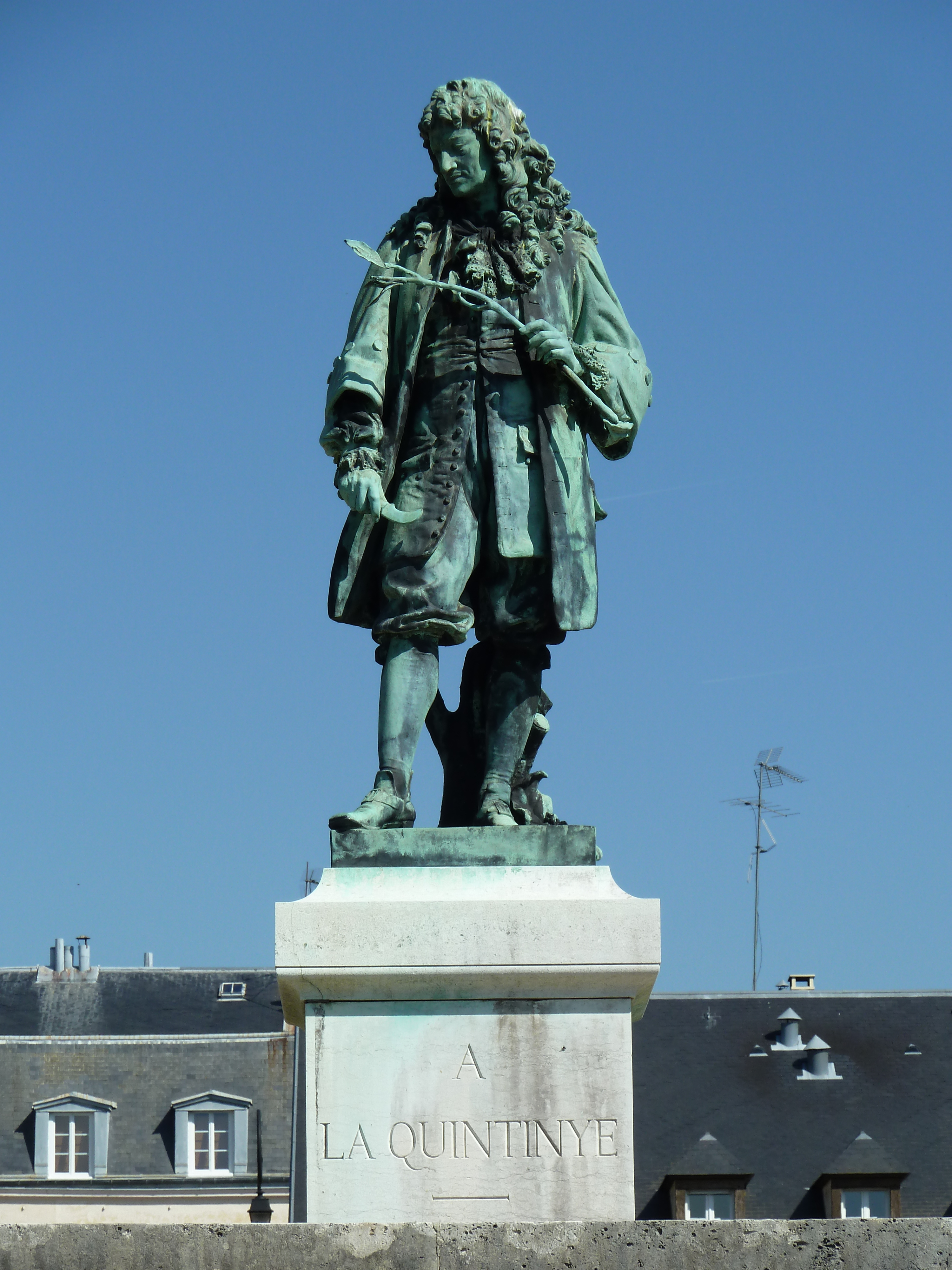
Jean-Baptiste de La Quintinie, statue surplombant le grand carré central du Potager du roi, un greffon dans la main gauche et une serpette dans la main droite.

### Directeur des jardins fruitiers et potagers de toutes les maisons royales
Par la suite, il s’occupe successivement des jardins de grands personnages de l’époque, notamment en 1665 à Chantilly chez le prince de Condé, ensuite à Choisy-le-Roi chez Mademoiselle de Montpensier, à Rambouillet chez le duc de Montausier, et encore plus tard à Sceaux au service de Colbert. En 1667, il intervient à Versailles dans l’ancien potager de Louis XIII.
Le 17 mars 1670, Il est présenté par Colbert à Louis XIV qui le nomme « directeur des jardins fruitiers et potagers de toutes les maisons royales », charge créée spécialement pour lui.
En 1678, il entreprend la création du nouveau potager du roi, achevé cinq ans plus tard en 1683. Ce jardin existe encore et est classé monument historique depuis 1921.
En récompense des services rendus, il est anobli en 1687 par Louis XIV.

### Mort
Il meurt le 11 novembre 1688 dans la maison que le Roi avait fait construire pour lui, près du potager de Versailles. Louis XIV confie à sa veuve : « Madame, nous avons fait une grande perte que nous ne pourrons jamais réparer. » Lettre de Louis XIV :« Monsieur, faire surgir du sol asperges et poireaux, c'est travailler à la gloire de Dieu et à la satisfaction du royaume réparer. »[réf. nécessaire]

## Œuvre
Au service du roi, il ne cesse d’améliorer les productions de ses jardins :
- acclimatation des espèces fragiles, figuiers, melons ;
- description des effets insecticides du tabac[9] ;
- culture des orangers en pleine terre, recouverts d’une serre amovible de bois et de verre lors de la mauvaise saison ;
- production des fruits et des légumes à contre-saison : laitues en janvier, fraises en mars, etc. ;
- essai précurseur des cultures de primeurs : à cet effet, il met au point, entre autres, un système de culture sous châssis vitrés et sous cloches de verre ;
- technique de la culture en espalier des arbres fruitiers. Ainsi les poiriers, pêchers (plus de trente sortes différentes), pruniers et figuiers poussent tous à la chaleur et à l’abri des vents dominants ;
- création sur le même principe que l’orangerie, d’une figuerie, afin d’offrir des figues au roi dès la mi-juin, et ce pendant six mois ;
- mise en évidence de l’importance de la greffe pour l’amélioration des plantes[5].
- réfutation des traditions populaires notamment en ce qui concerne les phases de la Lune[10].

## Publications

Blason de J.-B. de la Quintinye.

En 1690, deux ans après sa mort, paraît son Instruction pour les jardins fruitiers et potagers qui rassemble son expérience et ses réflexions, notamment sur les méthodes de forçage des légumes et de taille des arbres fruitiers .
- Jean-Baptiste de La Quintinie, Instruction pour les jardins fruitiers et potagers,  avec un Traité des orangers, suivy de Quelques réflexions sur l'agriculture, vol. 1, Paris, Claude Barbin, 1690, 522 p. (lire en ligne)
- Jean-Baptiste de La Quintinie, Instruction pour les jardins fruitiers et potagers,  avec un Traité des orangers, suivy de Quelques réflexions sur l'agriculture, vol. 2, Paris, Claude Barbin, 1690, 566 p. (lire en ligne)

## Héraldique
Jean-Baptiste de La Quintinie est anobli en 1687 par le roi Louis XIV. Le 25 août 1687, le roi lui décerne un brevet d’armoiries portant le blasonnement suivant :
D’argent au chevron d’azur accompagné en chef de deux étoiles du même et en pointe d’un arbre de sinople.

## Postérité
Jean-Baptiste de La Quintinie a donné son nom au collège de la ville de Chabanais. Les "Journées de La Quintinie" qui ont lieu en octobre, dans cette même ville, sont nommées ainsi en son honneur.

### Influence
Jean-Baptiste de La Quintinie a eu notamment comme élève René Dahuron.

### Célébrations et nomenclature

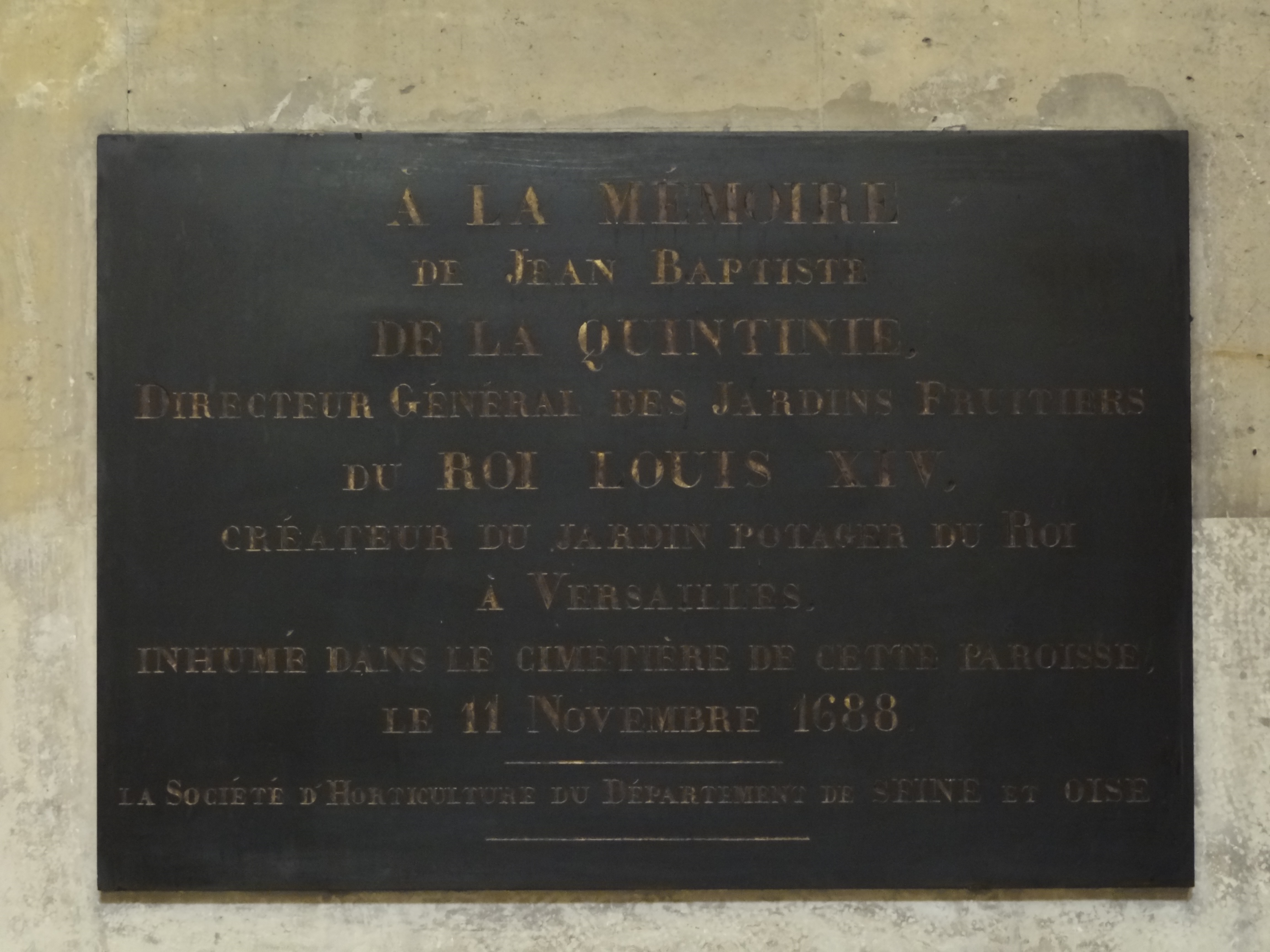
La plaque commémorative de Jean-Baptiste de La Quintinie dans l'église Notre-Dame de Versailles.

Tous les ans, sa ville de naissance Chabanais célèbre La Quintinie et les jardiniers lors du premier week-end d’octobre.
- Une rue du 15e arrondissement de Paris porte son nom.
- Un genre d'arbre et d'arbuste lui est dédié : Quintinia.
- Il y a une place Quintinye à Noisy-le-Roi.
- Un collège, sur cette place, porte son nom à Noisy-le-Roi[16], tout comme à Chabanais[17], sa ville de naissance.
- L'école élémentaire publique J.-B. de la Quintinie à Versailles porte son nom[18].

### Évocations dans les arts
Dans son roman Mademoiselle La Quintinie, paru en 1863, l'écrivaine française George Sand réutilise le nom de La Quintinie pour le personnage principal féminin de son intrigue, en précisant que les personnages ignorent si elle est ou non apparentée au jardinier du XVIIe siècle.
En 1999, l'écrivain Frédéric Richaud a publié chez Grasset un récit/roman intitulé Monsieur le Jardinier, centré sur la figure de La Quintinie.